# مؤسسة روتجرز سكان العالم إندونيسيا
مؤسسة روتجرز سكان العالم إندونيسيا (بالإنجليزية: Rutgers World Population Foundation Indonesia) هي الفرع الإندونيسي لـ مؤسسة روتجرز سكان العالم، وهو مركز دولي للخبرة في مجال الصحة والحقوق الجنسية والإنجابية ومقره هولندا. تأسس الفرع الإندونيسي في عام 2007، وتم تأسيسه تحت اسم مؤسسة روتجرز سكان العالم، وهو نتيجة الاندماج بين مؤسسة سكان العالم ومجموعة روتجرز نيسو، وهو مركز خبراء هولندي في الحياة الجنسية في عام 2010. تركز المؤسسة على تحسين الصحة الجنسية والإنجابية وقبول الحقوق الجنسية والمساواة بين الجنسين في التنمية البلدان في جميع أنحاء أوروبا وأفريقيا وآسيا. منذ عام 2009 ترأس المنظمة دوليا المدير التنفيذي دياندا فيلدمان ومونيك سوسمان في جاكرتا إندونيسيا منذ عام 2014.

## الأهداف
سرعان ما أصبحت المؤسسة مؤسسة تركز على العنف الجنسي وتنفيذ التوعية في مجال الصحة والحقوق الجنسية والإنجابية. تعمل كمنظمة دولية غير هادفة للربح وتعمل كوسيط بين الحكومة والمشغلين في إندونيسيا. بدأ استشارة روتجرز إندونيسيا من قبل الوكالات الحكومية، وكذلك شركاء التنمية (وكالات الأمم المتحدة).
تقدم مؤسسة روتجرز سكان العالم المساعدة في تطوير البرامج، وتقدم دورات تدريبية وتقوم بدعم الحملات العامة. تركز المنظمات التي تتعاون مع المؤسسة أيضًا على تحسين التثقيف في مجال الصحة والحقوق الجنسية والإنجابية والحصول على خدمات الصحة الجنسية والإنجابية مع أهداف رئيسية هي النساء والشباب والفئات المهمشة، كما ورد في التقرير نصف السنوي لعام 2014. تدعم المؤسسة تنفيذ البرامج وجهود الدعوة لضمان السياسات التي تدعم الصحة والحقوق الجنسية والإنجابية المتفق عليها في المعاهدات الدولية. تم تدوين هذا الاتفاق الدولي في جملة أمور في القاهرة عام 1994 وفي الأهداف الإنمائية للألفية.
الأهداف الرئيسية هي تشكيل السلوك الجنسي المسؤول والصحي، ومنع الحمل غير المخطط له والأمراض المنقولة جنسيا، بما في ذلك فيروس نقص المناعة البشرية والإيدز. إن مناقشة قضايا الصحة الجنسية والإنجابية مثل تنظيم الأسرة والحق في تقرير المصير، في بلد يُنظر إليه على أنه مواضيع حساسة يمكن اعتبارها هدف مؤسسة روتجرز الرئيسي.

### المبادئ
تنص مؤسسة روتجرز سكان العالم إندونيسيا على المبادئ التالية:
- الاعتراف بحقوق الإنسان واحترامها.
- دعم الجهود لترسيخ قيم اللاعنف.
- موقف إيجابي ومفتوح تجاه النشاط الجنسي والتنوع.
- تستند جميع الأنشطة إلى حساسية السياق الثقافي والجنس والعرق والإثنية والعمر والدين والمشاركة النشطة للمجموعة المستهدفة

مجموعات مستهدفة.

### الأشخاص المستهدفون
الأشخاص الرئيسيون الذين تهدف مؤسسة روتجرز سكان العالم إندونيسيا الوصول إاليهم هي فئة تقديم الخدمات إلى النساء من ضحايا العنف، ومرتكبي العنف من الذكور والمراهقين والأطفال ومجموعات ذوي الاحتياجات الخاصة (بما في ذلك المعوقون وأطفال الشوارع والأطفال الذين يتعارضون مع القانون)، والمثليين ومزدوجي الميل الجنسيين.

## المالية
الجانب المالي وتعبئة الموارد لتحقيق أهداف المؤسسة، يتم تدوينه أيضًا كواحدة من المهام الرئيسية لمؤسسة روتجرز سكان العالم إندونيسيا. تتلقى المؤسسة تمويلًا سنويًا من وزارة الصحة والرعاية الاجتماعية الهولندية.